# 25903 Yuvalcalev
25903 Yuvalcalev este un asteroid din centura principală de asteroizi.

## Descriere
25903 Yuvalcalev este un asteroid din centura principală de asteroizi. A fost descoperit pe 30 decembrie 2000 la Socorro, New Mexico, în cadrul proiectului LINEAR. Asteroidul prezintă o orbită caracterizată de o semiaxă mare de 2,52 ua, o excentricitate de 0,11 și o înclinație de 3,5° în raport cu ecliptica.